# ژان پنجم، امپراتور بیزانس
ژان پنجم یا یوانس پنجم با عنوان کامل ژان پنجم پالایولوگوس(به یونانی: Ίωάννης Ε' Παλαιολόγος, Iōannēs V Palaiologos)(به انگلیسی: John V Palaiologos) (زادهٔ ۱۸ ژوئن ۱۳۳۲ – درگذشتهٔ ۱۶ فوریه ۱۳۹۱) امپراتور بیزانس از ۱۳۴۱ تا ۱۳۹۱ بود. او در مدت‌زمان حکومتش تلاش نمود تا امپراتوری روم شرقی را از خطر نابودی نجات دهد اما علی‌رغم کوشش‌هایش این دوران با جنگ‌های داخلی و سلطهٔ روزافزون ترکان عثمانی همراه بود.

## زندگینامه
ژان ۹ ساله بود که پدرش آندرونیکوس سوم درگذشت و از آنجا که خود برای حکومت بسیار خردسال بود بر سر نایب‌السلطنتی او بین مادرش آنای ساوویی و وزیراعظم پدرش ژان کانتاکوزنوس اختلاف نظر پیش‌آمد. این اختلاف سرانجام به بروز جنگی داخلی بین حامیان دو طرف انجامید که با پیروزی کانتاکوزنوس همراه بود و او به عنوان امپراتور مشترک همراه با ژان پنجم در ۱۳۴۷ تاج‌گذاری کرد. کانتاکوزنوس سپس دخترش هلن را به ازدواج ژان پنجم درآورد با این حال ژان بعدتر علیه او با ونیزی‌ها متحد شد و کانتاکوزنوس را در ۱۳۵۴ مجبور به کناره‌گیری از قدرت نمود.
در ۱۳۵۴ قسطنطنیه مورد تهدید ترکان عثمانی قرار گرفت که با تصرف گالیپولی جای پایی برای خود در اروپا یافته بودند. ژان برای مقابله با این تهدید از غرب کمک خواست و برای جلب حمایت آنها چنین پیشنهاد داد که به جدایی بین کلیسای بیزانس و کلیسای لاتین پایان دهد. پاپ‌های کلیسای کاتولیک روم این پیشنهاد را پذیرفتند و به ژان پنجم قول دادند که در مقابل به‌رسمیت شناخته‌شدن رم از سوی او جنگی صلیبی را آغاز نمایند. با این حال این موضوع هرگز محقق نشد و جدایی بین دو کلیسا ادامه یافت.
در این مدت خزانهٔ امپراتوری بیزانس در نتیجهٔ جنگ با صرب‌ها و ترک‌ها خالی شده بود و هنگامی که ژان پنجم برای ملاقاتی در ۱۳۶۹ به ونیز رفت به‌عنوان بدهکار دستگیر شد.
در ۱۳۷۱ ترکان عثمانی کنترل بخش وسیعی از مقدونیه را در اختیار خود گرفتند و ژان پنجم مجبور شد تا آنها را به‌عنوان اختیاردار کشور به‌رسمیت بشناسد. ژان در ۱۳۷۶ توسط پسرش آندرونیکوس چهارم از قدرت خلع و زندانی شد اما با کمک ترک‌ها موفق به بازپسگیری تاج و تختش در ۱۳۷۹ گردید. با این حال هنگامی که ژان در ۱۳۹۰ دست به بازسازی استحکامات اطراف قسطنطنیه زد، سلطان عثمانی بایزید یکم با تهدید ژان به شروع جنگ و کور کردن چشمان پسرش مانوئل که در آن زمان در دربار ترکان بود او را به خراب کردن آنچه ساخته بود فرمان داد. ژان به‌ناچار فرمان سلطان ترک را اجابت نمود اما گفته می‌شود تحقیر ناشی از این رویداد چنان برای او سنگین بود که در نهایت به مرگ امپراتور انجامید.
ژان پنجم در ۱۶ فوریه ۱۳۹۱ درگذشت و میراث او برای جانشینش مانوئل، امپراتوری‌ای بود که به‌شدت از وسعتش کاسته شده بود، جمعیت آن وحشتزده بودند و ترکان اربابان آن به‌شمار می‌رفتند.